# Osborn Bergin
Osborn Joseph Bergin (né le 26 novembre 1873 à Cork – 6 octobre 1950 à Dublin) est un grammairien irlandais spécialiste du vieil irlandais, qui a mis en évidence la régularité syntaxique de cette langue (« loi de Bergin »).

## Biographie

### Jeunesse et étude
Osborn Bergin est le sixième enfant (et le fils aîné) d'Osborn Roberts Bergin et de Sarah Reddin. Il étudie au Queen's College de Cork puis se spécialise dans la philologie celtique à Berlin grâce aux cours d'Heinrich Zimmer à l'université Frédéric-Guillaume. Il poursuit ses recherches avec Rudolf Thurneysen à l'Université de Fribourg-en-Brisgau, avec une thèse de doctorat consacrée à la palatalisation (1906).

### Carrière académique
De retour en Irlande, il enseigne à la School of Irish Learning et à University College Dublin. À peine nommé Directeur de la School of Irish Studies de l'Institut d'études avancées de Dublin, Bergin démissionne de ce poste, sans en rendre la raison publique.
Bergin, qui ne mentionnait jamais son second prénom que par l'initiale, était peu religieux et n'assista que rarement aux offices de son université. Proche des nationalistes irlandais, il ne s'affilia toutefois à aucun parti. Grâce aux nombreux locuteurs de l'irlandais résidant à Cork, Bergin parvint à maîtriser les parlers de l'ouest du Munster. Dès 1897, il connaissait si bien l'irlandais moderne qu'il fut nommé maître de conférences de gaélique au Queen's College de Cork. C'est à cette époque qu'il devint un membre actif de la Ligue gaélique.
Il s'est rendu célèbre pour ses duels littéraires avec George Moore et Yeats. Il était lié d'amitié avec George William Russell.
Resté célibataire, il meurt le 6 octobre 1950 à l'âge de 76 ans dans une maison de retraite de Dublin.

## Postérité
Il a énormément publié pour le journal d'études irlandaises, Ériu. Il est aujourd'hui surtout connu pour la découverte de la « loi de Bergin », qui énonce que, bien que l'ordre normal des mots dans la phrase vieil-irlandaise soit verbe-sujet-objet, il est possible de rejeter le verbe en fin de phrase lorsqu'il est à la forme conjuguée. Un de ses amis, Frank O'Connor, a fait le récit de ses excentricités dans son autobiographie My Father's Son : il indique en plaisantant que, si Bergin avait découvert la forme de la phrase vieil-irlandaise, « il n'y croyait pas vraiment. » Bergin a composé quelques poèmes en irlandais moderne, et publié plusieurs traductions de poésie lyrique du vieil irlandais.
Brian O'Nolan en fait l'un des protagonistes de son poème Binchy and Bergin and Best, paru dans la rubrique Cruiskeen Lawn de l'Irish Times, puis publié dans le recueil The Best of Myles.